# Aygepar
Aygepar (in armeno Այգեպար?) è un comune dell'Armenia di 609 abitanti (2001) della provincia di Tavush.
Sorge quasi a ridosso del confine con l'Azerbaigian e questa sua posizione l'ha reso oggetti di attacchi durante la prima guerra del Nagorno Karabakh.
Tra il 2008 e il 2011 è stato al centro di alcuni progetti per la riqualificazione dell'acquedotto comunale e della locale scuola secondaria.
Il villaggio si trova a circa una dozzina di chilometri dal capoluogo distrettuale Berd al quale è collegato da una strada che costeggia per un tratto la riserva idrica di Tavush.
Prossima al villaggio vi è una pista di atterraggio, lunga circa seicento metri, che termina quasi a ridosso del confine.
Il 27 aprile 2012 Aygepar è stato al centro della cronaca a seguito di una incursione di soldati azeri che sono penetrati in territorio armeno e hanno determinato la morte di tre soldati armeni.